# Colmano di Stockerau
Colmano di Stockerau o Colmanno di Stockerau (Irlanda, X secolo – Stockerau, 1012) fu un pellegrino irlandese, assassinato in Austria mentre si recava in Terra santa. È venerato come santo dalla Chiesa cattolica.

## Biografia
Di origine irlandese, nel 1012 intraprese un pellegrinaggio verso la Terra Santa ma, giunto nei pressi di Stockerau, non lontano da Vienna, fu scambiato per una spia ungherese o boema. Catturato e picchiato, secondo un racconto tradizionale finì sul patibolo ma, dopo l'impiccagione, il suo corpo, lasciato appeso a lungo come monito per la gente, rimase intatto per diciotto mesi. Secondo un'altra narrazione tradizionale, il patibolo si sarebbe in seguito trasformato prodigiosamente in un albero, mettendo radici, rami e foglie. Tale albero sarebbe tuttora conservato presso il castello di Kreuzenstein nei pressi di Vienna.
Il popolo vide in questi eventi una manifestazione divina in favore dell'innocenza di Colmano, cominciando a tributargli un culto spontaneo e costruendo edicole e cappelle in suo onore. Due anni dopo il corpo fu traslato da Stockerau a Melk, dove venne edificata una tomba per custodirlo, mentre il culto si diffuse in tutta l'Austria e anche in Baviera, Svevia, Palatinato, Tirolo e Ungheria. 
Il santo veniva invocato contro la peste e le malattie del bestiame, e in occasione della sua festa, che si celebrava il 13 ottobre, in Austria venivano benedetti cavalli e bovini. Durante la peste del 1713 la città di Melk fu risparmiata, attribuendone il merito al santo, il cui corpo riposa nell'abbazia della città.

## Culto
La devozione verso il santo fu incoraggiata da papa Pasquale II, e dopo di lui da Clemente VI, Innocenzo VI e Leone X. San Colmano fu patrono dell'Austria dal 13 ottobre 1014 fino al 1633, quando gli subentrò san Leopoldo III di Babenberg. Attualmente viene ricordato il 17 luglio.